# Associazione italiana educatori dei sordi
L'Associazione italiana educatori dei sordi (AIES), trae origine dalle numerose iniziative in favore dei sordi sorte in Italia fra la fine le 1700 e la prima metà del 1800.

## Storia
La storia inizia nello Stato Pontificio, a Roma, nel 1784 ad opera del Padre Tommaso Silvestri; prosegue con varie altre iniziative in più parti d'Italia con insigni educatori e fondatori anche di congregazioni religiose, tra cui Ottavio Assarotti, Tommaso Pendola, Antonio Provolo, Gualandi, Fabriani, Annibale Maria Di Francia, Filippo Smaldone, Prinotti, Tarra, Gislandi, Pellegrini.

## Convegni storici
Verso il 1950 si avvertì la necessità di un coordinamento fra le varie iniziative e per questo nel 1954 si celebrò a Siena il 1º Convegno promosso da un comitato, che nel 1980 si è trasformato, con atto notarile di diritto privato, in Associazione italiana educatori dei sordi, che opera ancora oggi. A seguito sono stati celebrati ulteriori 54 convegni, tutti documentati dai relativi atti.
Oggi l'AIES fa parte anche a livello nazionale della FIACES (Federazione italiana delle associazioni e dei centri educativi per sordi) e a livello europeo della FEAPDA (European Federation of Associations of Teachers of the Deaf).

## Finalità
- Promuovere lo studio e l'approfondimento dei problemi educativi sia sul piano pedagogico e didattico che su quello legislativo.
- Rappresentare ufficialmente presso tutti gli organi nazionali ed internazionali il pensiero e gli orientamenti pedagogici e didattici degli educatori dei sordi, quali vengono indicati nei convegni di studio e di aggiornamento della scuola.
- Promuovere e seguire iniziative a tutti i livelli, atte a migliorare le condizioni scolastiche e formative dei sordi.
- Curare i rapporti con altre organizzazioni scientifiche, con eventuali affiliazioni, per ricevere e dare apporti di studio e di esperienza.
- Partecipare ufficialmente a tutte le attività nazionali ed internazionali alle quali siano interessati i sordi, particolarmente in relazione alla loro istruzione e formazione.
- Pubblicare, quale editore e proprietario, volumi, atti e un periodico Notizie AIES a cadenza trimestrale, quale strumento di informazione e formazione culturale sull'educazione e istruzione dei sordi.
- Organizzare e realizzare iniziative e corsi di formazione iniziale ed in servizio per docenti e operatori, oltre che corsi di aggiornamento su specifiche tematiche educative e formative per l'educazione e l'istruzione dei sordi.